# Большой Брат
Большо́й Брат, также Ста́рший Брат (англ. Big Brother) — персонаж романа Джорджа Оруэлла «1984», единоличный диктатор государства Океания и партии «Ангсоц».

## Личность

Большой Брат из телевизионной версии BBC

Изображается как черноусый мужчина в возрасте около 45 лет, с грубым, но по-мужски привлекательным лицом. Лицо Старшего Брата изображается на многочисленных плакатах, развешанных по всему Лондону.

На каждой площадке со стены глядело всё то же лицо. Портрет был выполнен так, что, куда бы ты ни стал, глаза тебя не отпускали. СТАРШИЙ БРАТ СМОТРИТ НА ТЕБЯ — гласила подпись.— «1984», перевод В. Голышева, часть первая, глава I
В телепередачах он предстаёт как непогрешимый лидер всей Океании. Существует ли Старший Брат как личность или он является лишь образом, созданным пропагандой, неизвестно. Главный герой, Уинстон Смит, спрашивает своего палача О’Брайена: «Существует он в том смысле, в каком существую я?», и получает ответ: «Вы не существуете.<…> Впрочем, это вряд ли имеет значение. Старший Брат существует и бессмертен — как олицетворение партии».

## Путь к власти

Изображение Большого Брата в телекранах на площади Победы. Кадр из фильма «1984»

Старший Брат был одним из лидеров революции, произошедшей в Великобритании в пятидесятых годах. Утверждение единоличной власти Большого Брата началось в 1960 году, с этого времени началось истребление руководителей партии, непосредственно участвовавших в революции. В частности, в середине шестидесятых были казнены по сфабрикованным обвинениям партийные лидеры Джонс, Аронсон и Резерфорд, бежал из страны Эммануэль Голдстейн. К началу 1970-х годов Большой Брат стал единоличным правителем Океании. После его прихода к власти была полностью переписана история Океании, Большой Брат стал её главным действующим лицом, единоличным лидером партии ещё с дореволюционных времён.

## Роль в романе
В обществе, которое описывает Оруэлл, каждый гражданин находится под постоянным наблюдением властей, в основном с помощью телекранов (за исключением пролов). Людям постоянно напоминает об этом лозунг «Большой брат наблюдает за тобой» — максима, которая демонстрируется повсеместно. В какой-то момент Уинстон Смит, главный герой романа Оруэлла, пытается вспомнить, в каком году он впервые услышал о Большом Брате. Он подумал, что это было где-то в шестидесятых, но точно сказать было невозможно. В истории партии старший брат фигурировал как лидер и хранитель революции с самых ранних дней. Его подвиги постепенно отодвигались назад во времени, пока они уже не распространились в сказочный мир сороковых и тридцатых годов, когда капиталисты в своих странных цилиндрических шляпах всё ещё ездили по улицам Лондона. В книге «Теория и практика олигархического коллективизма», прочитанной Уинстоном Смитом и якобы написанной Голдстейном, Старшего Брата называют непогрешимым и всемогущим. Никто никогда не видел его, и есть обоснованная уверенность, что он никогда не умрёт. Он является просто «личиной, в которой партия решает показать себя миру», так как эмоции любви, страха и почтения легче сосредоточить на человеке, чем на организации. Спонтанный ритуал преданности старшему брату («ББ») иллюстрируется в конце «двухминутки ненависти»: «В этот момент вся эта группа людей погрузилась в глубокое, медленное, ритмичное распевание „Б-Б… Б-Б“ — снова и снова, очень медленно, с долгой паузой между первой Б и второй — тяжёлый, бормочущий звук, как-то удивительно свирепый (дикий, первобытный), на фоне которого, казалось, слышались топот босых ног и стук тамтамов. Наверное, они продолжали около тридцати секунд. Это был рефрен, который часто звучал в моменты переполняющих эмоций. Отчасти это был гимн величию и мудрости Старшего Брата, но ещё больше это был акт самогипноза, намеренное утопление сознания посредством ритмичного шума». Как и нацистский салют, Ангсоц имеет свой собственный салют Старшему Брату, который состоит из скрещивания рук над головой в течение двухминутки ненависти, демонстрирующего лояльность к Старшему Брату и Партии.

## Дальнейшая судьба
Роман-продолжение «1985» Дьёрдя Далоша описывает события 1985 года, последовавшие за смертью Старшего Брата в декабре 1984 года «в результате временного недомогания»; при этом перед смертью у него были ампутированы все конечности. Его жена, которую называли Старшая Сестра (бывшая стенографистка Патриция Тэйлор), была обвинена в содействии смерти лидера и убита при аресте.

## Возможные прообразы

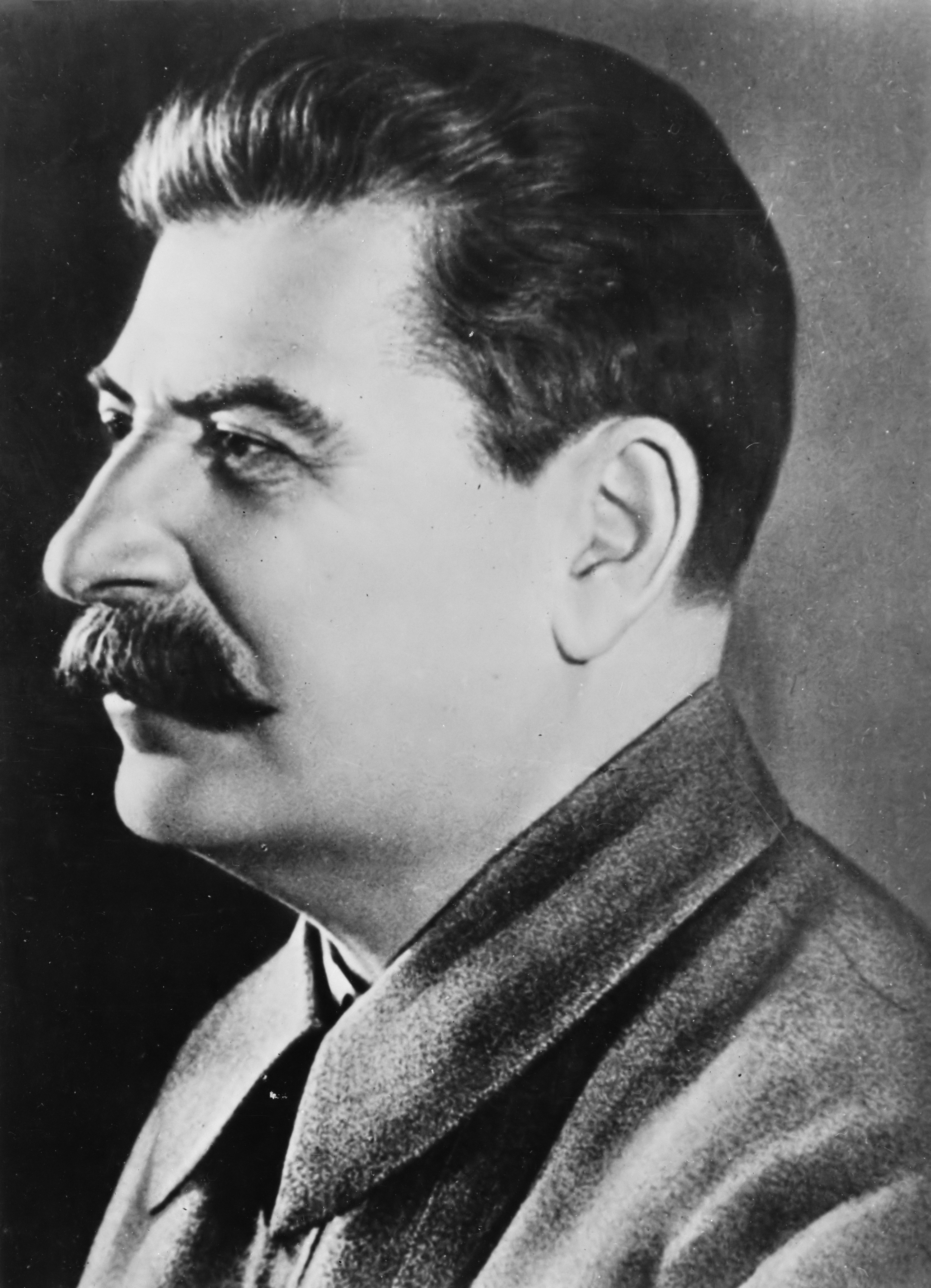
Иосиф Сталин — возможный прообраз Большого Брата

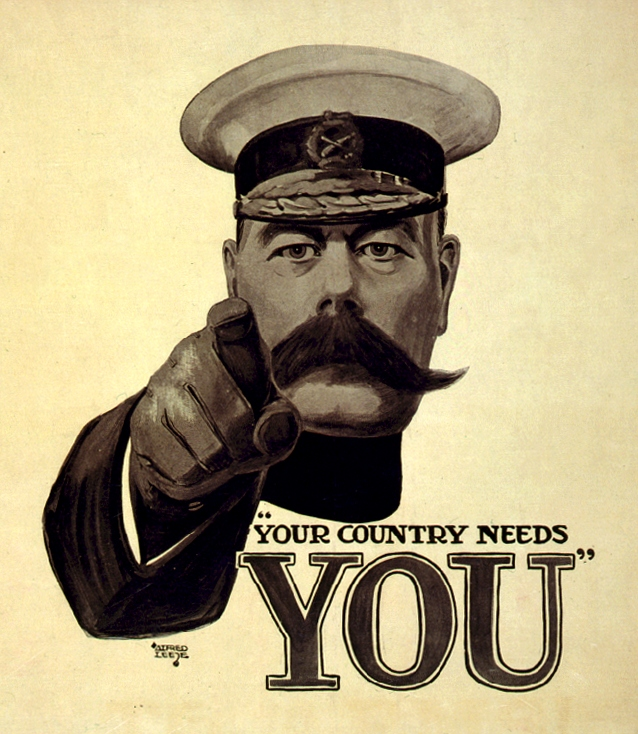
«Твоя страна нуждается в тебе!» Гораций Китченер на английском плакате времён Первой мировой войны

Есть несколько версий относительно того, кто мог быть прообразом Большого Брата.
В разделе эссе своего романа «1985» Энтони Бёрджесс утверждает, что Оруэлл получил идею для имени Большого Брата из рекламных щитов для образовательных заочных курсов от компании под названием Bennett’s во время Второй мировой войны. На оригинальных плакатах был изображен Джей Эм. Беннетт, добродушный старик, предлагающий руководство и поддержку потенциальным студентам с фразой «Позвольте мне быть вашим отцом». По словам Бёрджесса, после смерти Беннета компанию возглавил его сын, и плакаты были заменены фотографиями сына (который выглядел внушительно и строго в отличие от добродушного отца) с текстом «позвольте мне быть вашим старшим братом».

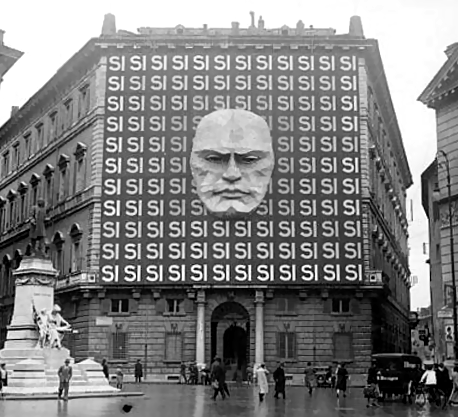
Плакат с изображением лица Бенито Муссолини на фоне слов «да» (si)

Другая теория состоит в том, что вдохновением для Большого Брата был Брендан Брэкен, министр информации Великобритании до 1945 года. Оруэлл работал под руководством Брэкена на индийской службе Би-би-си. На Брэкена сотрудники обычно ссылались по его инициалам, Б-Б, как и у персонажа «Большой Брат». Оруэлл также возмущался цензурой военного времени и необходимостью манипулировать информацией, которая, по его мнению, исходила от высших уровней министра информации и, в частности, от офиса Брэкена.
В качестве прототипов океанийского диктатора называют Иосифа Сталина и Горация Китченера, военного министра Великобритании во время Первой мировой войны. Внешность и манера правления этих людей совпадает с описанием Большого Брата в данном романе.

## Проблемы перевода
В разговорном английском языке «Большой Брат» (англ. Big Brother) означает «старший брат», то есть брат, старший по возрасту, а не больший по размерам. В русскоязычных изданиях романа встречаются различные переводы Big Brother — не только «Большой Брат», но и «Старший Брат».

## В массовой культуре
После выпуска романа «1984» «Большой Брат» стало нарицательным именем для государства или другой подобной организации, стремящейся установить тотальную слежку или контроль над народом.
Большой Брат и другие оруэлловские образы часто упоминаются в шутке, известной как «русский перевёртыш».
В 1998 году была учреждена ежегодная «Премия Большого Брата» за самое грубое нарушение свободы граждан государством или компанией.
В книге «101 самая влиятельная несуществующая личность» (США, 2006) Большой Брат, ставший символом тоталитаризма и правительственного контроля над человеком, занял второе место, уступив лишь ковбою Мальборо.
Мировое реалити-шоу «Большой Брат» основано на концепции романа о людях, находящихся под постоянным наблюдением. В 2000 году, после премьеры американской версии программы CBS Большой Брат, Estate of George Orwell подало на CBS и его производственную компанию Orwell Productions, Inc. в Федеральный Суд Чикаго за нарушение авторских прав и товарных знаков（дело Estate of Orwell v. CBS, 00-c-5034 (ND Ill)). Накануне суда дело было урегулировано к «взаимному удовлетворению» сторон, однако сумма, которую CBS выплатила Orwell Estate, не разглашалась. Согласно действующему законодательству, роман останется под защитой авторских прав до 2020 года в Европейском Союзе и до 2044 года в США.
Культовый образ большого брата (которого играет Дэвид Грэм) сыграл ключевую роль в телевизионном рекламном ролике Apple «1984», представляющем Macintosh. Orwell Estate рассматривала рекламу Apple как нарушение авторских прав и отправила письмо о прекращении работы Apple и ее рекламного агентства. Реклама никогда не показывалась по телевидению снова, хотя дата, упомянутая в объявлении (24 января), была всего два дня спустя, делая маловероятным её перенос. Последующие (теперь посмертные) объявления с участием Стива Джобса (для различных продуктов, включая аудиокниги) имитировали формат и внешний вид этой оригинальной рекламной кампании, причем внешний вид Джобса почти идентичен внешнему виду Большого Брата.
В 2008 году «Симпсоны» спародировали рекламу Apple Big Brother в эпизоде под названием «Mypods and Boomsticks».
Декабрьский выпуск 2002 года журнала Top Gear напечатал статью о технологиях и тенденциях, которые могут нарушить личную неприкосновенность человека, приближая современное общество к государству «Большого Брата», с использованием плаката из киноверсии «1984».
В 2011 году Microsoft запатентовала систему распространения продукта с камерой или устройством захвата, которое контролирует зрителей, потребляющих продукт, что позволяет поставщику принять «корректирующие меры», если фактические зрители не соответствуют лицензии на распространение, система была сравнена с системой слежки из «1984».
Ряд законов, направленных на осуществление Директивы Европейского союза О хранении данных в Румынии, были прозваны румынскими СМИ и гражданским обществом «законами Старшего Брата», поскольку они привели бы к полному хранению телекоммуникационных данных граждан в течение шести месяцев, а сама директива была в конечном счёте признана недействительной Судом Европейского Союза.
Китайская система социального кредита была описана недоброжелателями как подобная «Большому Брату», где гражданам и предприятиям дают или вычитают очки хорошего поведения в зависимости от их выбора.
В мультсериале «Робоцып» в честь него названо шоу из 19 серии 1 сезона, где участвуют различные персонажи фильмов ужасов.